# Каменець (Сташовський повіт)
Каменець (пол. Kamieniec) — село в Польщі, у гміні Поланець Сташовського повіту Свентокшиського воєводства.
Населення — 120 осіб (2011).
У 1975-1998 роках село належало до Тарнобжезького воєводства.

## Демографія
Демографічна структура на день 31 березня 2011 року:
|          | Загалом | Допрацездатний вік | Працездатний вік | Постпрацездатний вік |
| -------- | ------- | ------------------ | ---------------- | -------------------- |
| Чоловіки | 57      | 12                 | 37               | 8                    |
| Жінки    | 63      | 15                 | 36               | 12                   |
| Разом    | 120     | 27                 | 73               | 20                   |